# WTA-seizoen 1995

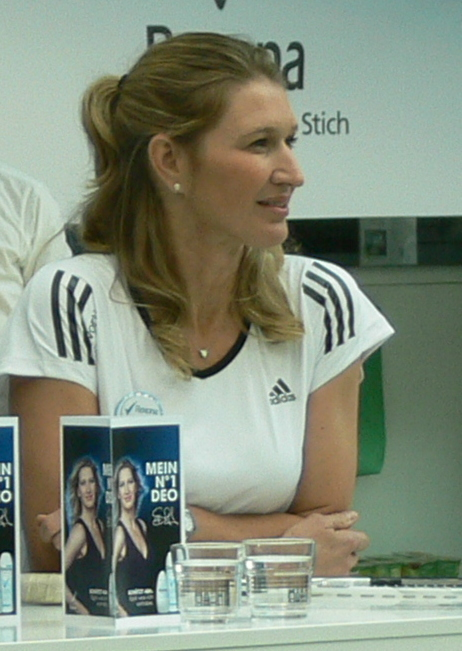
Winnares van de meeste enkelspeltitels: Steffi Graf

De WTA organiseerde in het seizoen 1995 onderstaande tennistoernooien.

## Winnaressen enkelspel met meer dan twee titels
| speelster         | aantal titels |
| ----------------- | ------------- |
| Steffi Graf       | 9             |
| Conchita Martínez | 6             |
| Magdalena Maleeva | 3             |

## WTA-toernooikalender 1995
| Startdatum hoofdtoernooi | Officiële naam van het toernooi | Land, stad                         | Cat.     | ($)       | Ondergrond        | Winnares enkelspel               |         |
| ------------------------ | ------------------------------- | ---------------------------------- | -------- | --------- | ----------------- | -------------------------------- | ------- |
| 1995-01-02               | Danamon Indonesia Open          | Indonesië, Jakarta                 | Tier III | 161.250   | hardcourt, buiten | Sabine Hack                      | details |
| 1995-01-09               | Peters NSW Open                 | Australië, Sydney                  | Tier II  | 322.500   | hardcourt, buiten | Gabriela Sabatini                | details |
| 1995-01-09               | Schweppes Tasmanian Open        | Australië, Hobart                  | Tier IV  | 107.500   | hardcourt, buiten | Leila Meschi                     | details |
| 1995-01-16               | Australian Open                 | Australië, Melbourne               | G.S.     | 2.338.825 | hardcourt, buiten | Mary Pierce                      | details |
| 1995-01-30               | Amway Classic                   | Nieuw-Zeeland, Auckland            | Tier IV  | 107.500   | hardcourt, buiten | Nicole Bradtke                   | details |
| 1995-01-30               | Toray Pan Pacific Open          | Japan, Tokio                       | Tier I   | 806.250   | tapijt, binnen    | Kimiko Date                      | details |
| 1995-02-06               | Ameritech Cup                   | Verenigde Staten, Chicago          | Tier II  | 430.000   | tapijt, binnen    | Magdalena Maleeva                | details |
| 1995-02-13               | IGA Tennis Classic              | Verenigde Staten, Oklahoma         | Tier III | 161.250   | hardcourt, binnen | Brenda Schultz                   | details |
| 1995-02-13               | Open Gaz de France              | Frankrijk, Parijs                  | Tier II  | 430.000   | tapijt, binnen    | Steffi Graf                      | details |
| 1995-02-20               | EA-Generali Ladies              | Oostenrijk, Linz                   | Tier III | 161.250   | tapijt, binnen    | Jana Novotná                     | details |
| 1995-02-27               | State Farm Evert Cup            | Verenigde Staten, Indian Wells     | Tier II  | 430.000   | hardcourt, buiten | Mary Joe Fernandez               | details |
| 1995-02-27               | Puerto Rico Open                | Puerto Rico, San Juan              | Tier III | 161.250   | hardcourt, buiten | Joannette Kruger                 | details |
| 1995-03-06               | Winter Champ's                  | Verenigde Staten, Delray Beach     | Tier II  | 430.000   | hardcourt, buiten | Steffi Graf                      | details |
| 1995-03-17               | The Lipton Champ's              | Verenigde Staten, Miami            | Tier I   | 1.550.000 | hardcourt, buiten | Steffi Graf                      | details |
| 1995-03-27               | Family Circle Cup               | Verenigde Staten, Hilton Head Isl. | Tier I   | 806.250   | gravel, buiten    | Conchita Martínez                | details |
| 1995-04-03               | Bausch & Lomb Champ's           | Verenigde Staten, Amelia Island    | Tier II  | 430.000   | gravel, buiten    | Conchita Martínez                | details |
| 1995-04-10               | Gallery Furniture Champ's       | Verenigde Staten, Houston          | Tier II  | 430.000   | gravel, buiten    | Steffi Graf                      | details |
| 1995-04-10               | Japan Open                      | Japan, Tokio                       | Tier III | 161.250   | hardcourt, buiten | Amy Frazier                      | details |
| 1995-04-24               | Ford Int'l Champ's              | Spanje, Barcelona                  | Tier II  | 430.000   | gravel, buiten    | Arantxa Sánchez Vicario          | details |
| 1995-04-24               | Croatian Ladies Open            | Kroatië, Zagreb                    | Tier III | 161.250   | gravel, buiten    | Sabine Appelmans                 | details |
| 1995-05-01               | Citizen Cup                     | Duitsland, Hamburg                 | Tier II  | 430.000   | gravel, buiten    | Conchita Martínez                | details |
| 1995-05-08               | Italian Open                    | Italië, Rome                       | Tier I   | 806.250   | gravel, buiten    | Conchita Martínez                | details |
| 1995-05-08               | Prague Open                     | Tsjechië, Praag                    | Tier IV  | 107.500   | gravel, buiten    | Julie Halard                     | details |
| 1995-05-15               | Rover British Clay Court        | Verenigd Koninkrijk, Bournemouth   | Tier IV  | 107.500   | gravel, buiten    | Ludmila Richterová               | details |
| 1995-05-15               | German Open                     | Duitsland, Berlijn                 | Tier I   | 806.250   | gravel, buiten    | Arantxa Sánchez Vicario          | details |
| 1995-05-24               | World Doubles Cup               | Verenigd Koninkrijk, Edinburgh     | WTA      | 159.250   | gravel, buiten    | Meredith McGrath Larisa Neiland† | details |
| 1995-05-22               | Internationaux de Strasbourg    | Frankrijk, Straatsburg             | Tier III | 161.250   | gravel, buiten    | Lindsay Davenport                | details |
| 1995-05-29               | Roland Garros                   | Frankrijk, Parijs                  | G.S.     | 3.820.604 | gravel, buiten    | Steffi Graf                      | details |
| 1995-06-12               | DFS Classic                     | Verenigd Koninkrijk, Birmingham    | Tier III | 161.250   | gras, buiten      | Zina Garrison-Jackson            | details |
| 1995-06-19               | Direct Line International       | Verenigd Koninkrijk, Eastbourne    | Tier II  | 430.000   | gras, buiten      | Nathalie Tauziat                 | details |
| 1995-06-26               | Wimbledon                       | Verenigd Koninkrijk, Londen        | G.S.     | 3.044.890 | gras, buiten      | Steffi Graf                      | details |
| 1995-07-10               | Internazionali Femminili        | Italië, Palermo                    | Tier IV  | 107.500   | gravel, buiten    | Irina Spîrlea                    | details |
| 1995-07-24               | Styrian Open                    | Oostenrijk, Maria Lankowitz        | Tier IV  | 107.500   | gravel, buiten    | Judith Wiesner                   | details |
| 1995-07-31               | Toshiba Classic                 | Verenigde Staten, San Diego        | Tier II  | 430.000   | hardcourt, buiten | Conchita Martínez                | details |
| 1995-08-07               | Acura Classic                   | Verenigde Staten, Los Angeles      | Tier II  | 430.000   | hardcourt, buiten | Conchita Martínez                | details |
| 1995-08-14               | du Maurier Ltd                  | Canada, Toronto                    | Tier I   | 806.250   | hardcourt, buiten | Monica Seles                     | details |
| 1995-08-28               | US Open                         | Verenigde Staten, New York         | G.S.     | 4.271.000 | hardcourt, buiten | Steffi Graf                      | details |
| 1995-09-11               | TVA Cup Ladies Open             | Japan, Nagoya                      | Tier IV  | 107.500   | tapijt, binnen    | Linda Wild                       | details |
| 1995-09-11               | Warsaw Cup                      | Polen, Warschau                    | Tier III | 161.250   | gravel, buiten    | Barbara Paulus                   | details |
| 1995-09-18               | Moscow Open                     | Rusland, Moskou                    | Tier III | 161.250   | tapijt, binnen    | Magdalena Maleeva                | details |
| 1995-09-18               | Nichirei International          | Japan, Tokio                       | Tier II  | 430.000   | hardcourt, buiten | Mary Pierce                      | details |
| 1995-09-25               | Nokia Open                      | China, Peking                      | Tier IV  | 107.500   | hardcourt, buiten | Linda Wild                       | details |
| 1995-09-25               | Sparkassen Cup                  | Duitsland, Leipzig                 | Tier II  | 430.000   | tapijt, binnen    | Anke Huber                       | details |
| 1995-10-02               | Wismilak Open                   | Indonesië, Surabaya                | Tier IV  | 107.500   | hardcourt, buiten | Wang Shi-ting                    | details |
| 1995-10-02               | European Indoors                | Zwitserland, Zürich                | Tier I   | 806.250   | hardcourt, binnen | Iva Majoli                       | details |
| 1995-10-09               | Porsche Tennis Grand Prix       | Duitsland, Filderstadt             | Tier II  | 430.000   | hardcourt, binnen | Iva Majoli                       | details |
| 1995-10-16               | Brighton International          | Verenigd Koninkrijk, Brighton      | Tier II  | 430.000   | tapijt, binnen    | Mary Joe Fernandez               | details |
| 1995-10-30               | Bank of the West Classic        | Verenigde Staten, Oakland          | Tier II  | 430.000   | tapijt, binnen    | Magdalena Maleeva                | details |
| 1995-10-30               | Bell Challenge                  | Canada, Québec                     | Tier III | 161.250   | tapijt, binnen    | Brenda Schultz                   | details |
| 1995-11-06               | Advanta Championships           | Verenigde Staten, Philadelphia     | Tier I   | 806.250   | tapijt, binnen    | Steffi Graf                      | details |
| 1995-11-13               | Volvo Open                      | Thailand, Pattaya                  | Tier IV  | 107.500   | hardcourt, buiten | Barbara Paulus                   | details |
| 1995-11-13               | WTA Championships               | Verenigde Staten, New York         | WTA      | 2.000.000 | tapijt, binnen    | Steffi Graf                      | details |

† dubbelspeltoernooi

## Primeurs
Speelsters die in 1995 hun eerste WTA-enkelspeltitel wonnen:
- Iva Majoli (Kroatië) in Zürich, Zwitserland
- Ludmila Richterová (Tsjechië) in Bournemouth, Engeland
- Joannette Kruger (Zuid-Afrika) in San Juan, Puerto Rico

## Statistiek van toernooien

### Toernooien per ondergrond
| ondergrond   | aantal | buiten/binnen | aantal |
| ------------ | ------ | ------------- | ------ |
| hardcourt    | 21     | buiten        | 18     |
| hardcourt    | 21     | binnen        | 3      |
| gravel       | 15     | buiten        | 15     |
| gravel       | 15     | binnen        | 0      |
| groen gravel | 1      | buiten        | 1      |
| gras         | 3      | buiten        | 3      |
| tapijt       | 12     | binnen        | 12     |
| TOTAAL       | 52     |               |        |